# Siraf
Siraf (en persa: سیراف; romanitzat com Sīraf; avui Taheri, en àrab: سیراف, Tahiri, en persa: طاهری Ţāherī) coneguda també com a Bandar-e Sīraf, Bandar-e Ţāherī i Bandar-i Ţāhirī - ("Bandar" vol dir "Port" en persa) és una ciutat del districte central del comtat de Kangan, a la província de Bushehr, a l'Iran. El 2006 la seva població s'estimava en 3.500 habitants (722 famílies)
Fou un port del golf Pèrsic que va ser important els primers segles de l'islam, rivalitzant amb Bàssora. Estava situat a la costa del Fars, prop de la moderna vila de Tahiri a uns 200 km al sud-est de Bushire. Fou excavat el 1966-1973 per un equip britànic que van descobrir un port sassànida que probablement fou el centre del districte d'Ardashir Khurra; la ciutadella hauria estat construïda per Sapor II vers el 360.
Els geògrafs musulmans elogien la riquesa del port i la seva esplendor. Les excavacions han mostrat una mesquita important del segle ix. Un terratrèmol devastador amb rèpliques durant set dies (no se sap la data exacta però fou entre el 976 i el 978) la va damnar seriosament. Això i l'afebliment posterior dels buwàyhides de Fars combinat amb la pujada dels shabankara kurds i els atacs dels pirates de l'illa de Kays o Kish, van obligar els vaixells a passar de llarg i dirigir-se a Bàssora marcant la decadència; no obstant encara era important al segle xii i un gran mercader que comerciava amb Xina hi tenia la seva base. Al segle xiii va quedar en ruïnes, no se sap si per les devastacions dels mongols o per altres causes. Va desaparèixer definitivament al segle xv.